# Kancabchén (Homún)
Kancabchén es una localidad del municipio de Homún en el estado de Yucatán, localizado en el sureste de México.

## Toponimia
El nombre (Kancabchén) proviene del idioma maya.

## Hechos históricos
- En 1939 cambia su nombre de Kancabchén a Chan Kancabchén.
- En 1970 cambia a Kanka-Chen.
- En 1990 cambia a Kancabchén.

## Demografía
Según el censo de 1990 realizado por el INEGI, la población de la localidad era de 0 habitantes.
| 3                           | 0 | ? | ? | 6 | 25 | 6 | 26 | 22 | 0 |
| (Fuente: INEGI [Consultar]) |   |   |   |   |    |   |    |    |   |